# Rolls-Royce 30 hp
Der Rolls-Royce 30 hp war eines der vier Pkw-Modelle, die nach dem Vertrag zwischen Charles Rolls und Henry Royce vom 23. Dezember 1904 gebaut wurden. Der Wagen hieß zwar Rolls-Royce, wurde aber von der Firma von Henry Royce, der Royce Ltd. in den Jahren 1905 und 1906 im Ortsteil Trafford Park in Manchester, gebaut und nur beim Autohandelshaus von Charles Rolls, der C. S. Rolls & Co., zum Preis von GBP 890 verkauft. Der Motor des 30 hp wurde zusammen mit dessen kompletten Schwestermodellen 10 hp, 15 hp, und 20 hp im Dezember 1904 auf dem Pariser Autosalon ausgestellt.
Claude Johnson drang darauf, dass ein Sechszylindermodell in die Modellpalette von Rolls-Royce aufgenommen würde, da auch andere Luxusautomobilhersteller, wie Napier & Son, solche Autos bauten. Der 30 hp wurde wieder eingestellt, als Rolls-Royce zur Ein-Modell-Strategie überging und nur noch den 40/50 hp "Silver Ghost" fertigte.
Der Motor des 30 hp bestand aus drei separat gegossenen Zweizylinderblöcken, die aus dem 10 hp stammten und auch im Vierzylindermodell 20 hp eingesetzt wurden. Daher stimmte er auch in Bohrung (101,6 mm) und Hub (127 mm) mit den anderen Motoren überein. Er war wassergekühlt, besaß einen Hubraum von 6178 cm³ und seine Ventile waren gegengesteuert (Einlassventile im Kopf hängend, Auslassventile seitlich stehend). Die Kurbelwelle lief in sieben Hauptlagern, so dass die Vibrationen minimiert wurden, ein Problem, das bei vielen damaligen Sechszylindermotoren auftrat, da man die dynamischen Kräfte eines so langen Motors in dieser Zeit noch nicht voll beherrschte. Die frühen Exemplare hatten eine Hochspannungszündung mit vorgeladenen Akkumulatoren, einem Summer und einer Zündspule, bei den späteren Wagen gab es zusätzlich eine Magnetzündung. Da die Beleuchtung seitlich und hinten mit Petroleum betrieben wurde und die Scheinwerfer mit Karbid, gab es keine weiteren Stromverbraucher und die Akkumulatoren mussten während der Fahrt nicht geladen werden. Die Motorleistung lag bei 30 bhp (22 kW) bei 1000 min−1. Die Drehzahl des Motors wurde durch einen mechanischen Drehzahlregler konstant gehalten, in den der Fahrer mit dem Gaspedal eingreifen konnte. Zunächst war ein Dreiganggetriebe eingebaut, das später durch ein Vierganggetriebe ersetzt wurde und das später alle Rolls-Royce-Modelle bekamen. Das Getriebe war durch eine kurze Welle und eine Lederkonuskupplung mit dem Motor verbunden. Beim Vierganggetriebe war der dritte Gang der direkte Gang (Übersetzung 1 : 1) und der vierte Gang hatte Overdrive-Funktion.
Der Wagen erreichte eine Höchstgeschwindigkeit von 88 km/h. Die Fußbremse wirkte auf eine Trommelbremse am Getriebeausgang und die Handbremse auf Trommelbremsen an den Hinterrädern. Vorder- und Hinterachse hingen an halbelliptischen Längsblattfedern. An der Hinterachse wurde diese Aufhängung zusätzlich durch eine Querblattfeder unterstützt. Die Wagen besaßen Holzspeichenräder.
Es gab zwei Radstände, 2845 mm und 2997 mm; die Spur war bei beiden Fahrgestellen die gleiche und betrug 1422 mm. Rolls-Royce fertigte nur das Fahrgestell und die Mechanik, nicht die Aufbauten. So wurden die Wagen verkauft und die Kunden kümmerten sich selbst um die Karosserie, die es in offenen oder geschlossenen Ausführungen gab.
Von den 37 Exemplaren, die 1905 / 1906 gefertigt wurden, blieb nur eines mit der Fahrgestellnr. 26355 erhalten.